# Jake Kumerow
Jake Anthony Kumerow (Bartlett, Illinois; 17 de febrero de 1992) es un jugador profesional estadounidense de fútbol americano, se desempeña en la posición de wide receiver en Buffalo Bills, en la National Football League (NFL).

## Carrera
Fue parte del plantel de Green Bay Packers durante dos temporadas (2018-2020), y lleva tres temporadas en Buffalo Bills, donde comenzó a jugar en 2020.